# Zheng Xingjuan
Zheng Xingjuan (郑 幸娟T, 鄭 幸娟S, Zhèng XìngjuānP; Fuqing, 20 marzo 1989) è un'ex altista cinese.

## Palmarès
| Anno | Manifestazione               | Sede      | Evento        | Risultato | Prestazione | Note                                     |
| ---- | ---------------------------- | --------- | ------------- | --------- | ----------- | ---------------------------------------- |
| 2005 | Giochi dell'Asia orientale   | Macao     | Salto in alto | Argento   | 1,85 m      |                                          |
| 2005 | Mondiali                     | Helsinki  | Salto in alto | 25ª (q)   | 1,84 m      |                                          |
| 2006 | Campionati asiatici juniores | Taipa     | Salto in alto | 6ª        | 1,75 m      |                                          |
| 2006 | Mondiali juniores            | Pechino   | Salto in alto | Argento   | 1,88 m      |                                          |
| 2006 | Giochi asiatici              | Doha      | Salto in alto | Argento   | 1,91 m      |                                          |
| 2008 | Mondiali indoor              | Valencia  | Salto in alto | 11ª (q)   | 1,90 m      |                                          |
| 2008 | Giochi olimpici              | Pechino   | Salto in alto | 22ª (q)   | 1,89 m      |                                          |
| 2009 | Giochi asiatici indoor       | Hanoi     | Salto in alto | 4ª        | 1,89 m      |                                          |
| 2009 | Campionati asiatici          | Canton    | Salto in alto | Oro       | 1,93 m      |                                          |
| 2009 | Giochi dell'Asia orientale   | Hong Kong | Salto in alto | Oro       | 1,88 m      |                                          |
| 2010 | Mondiali indoor              | Doha      | Salto in alto | 5ª        | 1,94 m      |                                          |
| 2010 | Giochi asiatici              | Canton    | Salto in alto | Bronzo    | 1,90 m      |                                          |
| 2011 | Campionati asiatici          | Kōbe      | Salto in alto | Oro       | 1,92 m      |                                          |
| 2011 | Mondiali                     | Taegu     | Salto in alto | 5ª        | 1,93 m      |                                          |
| 2012 | Campionati asiatici indoor   | Hangzhou  | Salto in alto | Oro       | 1,92 m      |                                          |
| 2012 | Mondiali indoor              | Istanbul  | Salto in alto | 13ª (q)   | 1,88 m      |                                          |
| 2013 | Mondiali                     | Mosca     | Salto in alto | 8ª        | 1,93 m      | Miglior prestazione personale stagionale |
| 2014 | Campionati asiatici indoor   | Hangzhou  | Salto in alto | Argento   | 1,91 m      |                                          |
| 2014 | Giochi asiatici              | Incheon   | Salto in alto | Argento   | 1,92 m      |                                          |
| 2015 | Campionati asiatici          | Wuhan     | Salto in alto | Bronzo    | 1,84 m      |                                          |
| 2015 | Mondiali                     | Pechino   | Salto in alto | 26ª (q)   | 1,80 m      |                                          |
| 2016 | Campionati asiatici indoor   | Doha      | Salto in alto | Bronzo    | 1,84 m      |                                          |